# Farkas Erik
Farkas Erik (Tata, 1975. február 8. –) magyar színész.

## Életpályája
1993-ban a tatai Eötvös József Gimnáziumban érettségizett. 1995-2000 között a mosonmagyaróvári Pannon Agrártudományi Egyetem, későbbi nevén a Nyugat-Magyarországi Egyetem hallgatója volt. 2000-ben szerzett agrármérnöki diplomát. Egyetemi évei alatt több helyi amatőr színtársulathoz is csatlakozott, először a Lét Színtársulathoz, majd a Flexum Színházhoz. Később a győri Tagione Alapítvány Színházi Társulatának tagja lett. Benkő József művészeti vezető rendezésében játszotta első zenés színházi szerepét. Az amatőr kereteknek hátat fordítva, 2005-ben végzett a budapesti Shakespeare Színművészeti Akadémián, Csiszár Imre és Tímár Éva osztályában. Az iskola utolsó évében kapta meg első kőszínházi szerepét, a dunaújvárosi Bartók Kamaraszínház Vízkereszt, vagy amit akartok előadásában. A Bartókban aztán egészen 2015-ig társulati tagként tevékenykedett. Itt szerzett később színész I. minősítést Eisemann-K. Halász- Kellér: Fiatalság, bolondság című operettjében Lajos szerepének megformálásáért. 2004-től játszik a budapesti Holdvilág Kamaraszínház produkcióiban. Dolgozott a budapesti Körúti Színházban, a Turay Ida Színházban, a budapesti Kazán István Kamaraszínházban, a budapesti Ködszurkálók Színházban, budapesti Spinóza Kávéházban , a Kókai János Társulattal pedig az R-klubban, a Tűzraktérben valamint a  MOHA-Mozdulatművészek Házában.
2015 óta szabadúszó. Önálló, zenés estjeinek száma egyre bővül. Otthonosan mozog az operettek, musicalek, táncdalok, kuplék, sanzonok világában, énekelt már dzsesszt, szvinget, sőt operát is. Rövid ideig a lajosmizsei Hivatal rock és beat zenét játszó zenekarában énekelt.

## Színházi szerepei
- Shakespeare: Vízkereszt, vagy amit akartok (Antonio)
- C.Goldoni: Chioggiai csetepaté (Toffolo)
- Miskolczi Miklós: A százados (Szakács tizedes)
- V.Katajev: A kör négyszögesítése (Jemeljan Csernozemnij, költő)
- C. Goldoni: A legyező (Limoncino)
- J. Hasek: Svejk (Bilek csendőr, Tüdőbajos, Vendég)
- Giambattista della Porta: A szolgálólány (Languszta)
- Beaumarchais: Egy őrült nap, avagy Figaro házassága (Basilio)
- Shakespeare: A makrancos hölgy, avagy a hárpia megzabolázása (Grumio)
- E.O'Neill: Vágy a szilfák alatt (Simeon)
- T. Williams: Az ifjúság édes madara (Scotty)
- Eisemann M.- K. Halász-Kellér D.: Fiatalság bolonság (Lajos)
- Masteroff-Kander-Ebb: Kabaré (Náci tiszt)
- Fazekas M.- Schwajda Gy. : Lúdas Matyi (Díszletliba)
- Alfonso Paso: Mennyből a hulla (Lorenzo)
- Kosztolányi D.-Csadi Z. : Nero (Britannicus)
- Jevgenyij Svarc: Zöldboszorka (Iván)
- Presser G.- Sztefanovity D.- Horváth P. : A padlás (Lámpás)
- Erdős Virág: Pimpáré és Vakvarjúcska (Rózsi bácsi)
- Robert Thomas: Szegény Dániel (Makréla)
- Csehov: A Sirály árnyékában (Medvegyenko)
- Neil Simon: Mezítláb a parkban (Telefonszerelő)
- Csadi - Kosztolányi: Bartók Orfeum (szereplő)
- Molnár Ferenc: A Pál utcai fiúk (Geréb apja, Csetneky)
- Verslábak - táncköltemény (szereplő)
- Szálinger Balázs: Becsvölgye - felolvasószínház (Csabi)
- Örkény I.: Kulcskeresők (1. Gyászhuszár)
- E. Albee: Mese az állatkertről (Jerry)
- Csokonai: Karnyóné (Tündérfi)
- Pruzsinszky:  Csillagjáró (Apa, Karhatalmista, Lakásügyi előadó, Idegen, Halottszállító, Rongyszedő)
- Jevgenyij Svarc: Hókirálynő (Klaus hercegúrfi)
- Gyergyai-Malgot: Árgyélus Királyfi (Árgyélus)
- Megvan minden kerekünk - zenés összeállítás a nosztalgia jegyében (szereplő)
- Buda Ferenc: Mátyás és a cinkotai kántor (Bolond)
- Csehov: Sirály (Medvegyenko)
- Foster: I. Erzsébet (Sir Francis Bacon, Withgift érseke, XIII. Gergely pápa, angol hadihajó)
- Kosztolányi- Vörösmarty: Handabasa, avagy a fátyol titkai (Rigó Rezső)
- Szophoklész: Antigoné (Őr)
- Kókai János: Kívül tágasabb (Hangnyomorító Karcsi)
- Kókai János: Seb (Józsi)
- Kókai János: Támadás (Balázs)
- Kókai János: Basszus (szereplő)
- Különbéke (Szabó Lőrinc-est - szereplő)
- Örökhétfő (Petri György-est - szereplő)
- Erőltetett menet (Radnóti-est - Radnóti)
- Fekete rúzs és...(versszínházi performance - szereplő)
- John Patrick: Teaház az augusztusi holdhoz (Hokaida)
- Jacobi - Martos - Bródy: Sybill (A Kormányzó egyik testőre)
- Fodlak: Sikerguru avagy a siker titka (Lelkes András)
- Arisztophanész: Lysistrate (Milétosz)
- Korniss: Körmagyar (Fiatal elvtárs)

## Önálló estjei
- Sanzonná összeállt szavak (Sanzon-műsor), zongorán kísér: Tótin Katalin
- Színház az egész.... (Musical-est)
- Slágert a fülbe! (Zenés kalandtúra Bradányi Iván, Szenes Iván és G. Dénes György slágerre írt és slágerré vált dalszövegeinek világában), kísér: Liszkai Lukács
- "Záróráig mindig van remény" (Sanzon-műsor), hegedű: Mukli István, zongora: Kóródi Péter
- Olasz szívvel-magyar ízzel (Olasz sláger-est), kísér: Liszkai Lukács
- Teret a versnek (Líra a dalban!)(Verses est), gitár: Sparing Donát
- Közös a dal (Hogyan látunk mi neki egy zenés műsor készítésének?), kísér: Liszkai Lukács
- "..azé az ünnep, aki vár. "- (karácsonyi gondolatok dallal, verssel, szeretettel ) kísér: Liszkai Lukács
- És zenél a film... (válogatott filmzenék) kísér: Liszkai Lukács
- Bábel felől fúj a szél (nemzetközi dalok) kísér: Liszkai Lukács
- "Mi muzsikus lelkek" , harmonika: Kiss Péter

## Rendezései
- Szálinger Balázs: Becsvölgye (felolvasó színház)
- Történik minden, ahogy írva vagyon (versszínház)
- Vic(c) e vers(a)vagy a humorra fordított költészet (verszínházi felolvasó)

## Filmszerepei
- AQUA-RUN (Super 8-ra forgatott POLIFILM - vizsgafilm) (szereplő) (2004)
- Köszönet a szabadság hőseinek (TV-film) (MEFESZ-es fiatal) (2006)
- Az ebéd Julio Cortázar novellája alapján (Vendég) (2011)

## Neszmese Projektje
A Neszmese elektro-akusztikus interaktív színház egyszemélyes színésze. A mesekoncert egy mesélő–színész és két elektronikus zenész közreműködésével mutatja be a közönségnek a zajok, neszek eredetét, történetét.

## Elismerései, díjai
- Bartók Kamaraszínház - Varázsdoboz-díj (2010-2011)
- A Nádasdy Kálmán versmondó-és sanzonverseny döntőse volt 2006-ban és 2007-ben sanzon kategóriában